# Varbergs BoIS
Varbergs BoIS – szwedzki klub piłkarski, mający siedzibę w mieście Varberg, w południowo-zachodniej części kraju. Obecnie występuje w Superettan.

## Historia
Chronologia nazw:
- 1925: Varbergs BoISc

Klub Varbergs BoIS został założony w miejscowości Varberg 14 lipca 1925 roku. Trzonem nowego klubu była grupa mężczyzn z dystryktu Haga w Varberg, którzy wcześniej założyli klub piłkarski o nazwie Haga Bollklubb. Zespół wkrótce znalazł się w trzeciej lidze. W 1937 roku zwyciężył w Division 3 Västsvenska Södra bez żadnej porażki w sezonie, a następnie pokonał w meczach barażowych Kinna IF. Początkowo grał w drugiej lidze, a w 1939 roku zajął nawet trzecie miejsce za IFK Göteborg i GAIS, ale po dwóch latach zakończył sezon w strefie spadkowej i został zdegradowany do trzeciej ligi. Przez dłuższy czas zespół występował w niższych ligach Mistrzostw Szwecji. Od 2012 grał w Superettan (D2). W sezonie 2019 zespół zajął drugie miejsce w lidze i uzyskał historyczny awans do Allsvenskan.

## Barwy klubowe, strój
| Zielony | Czarny |

Klub ma barwy zielono-czarne. Zawodnicy domowe spotkania zazwyczaj grają w pasiastych pionowo zielono-czarnych koszulkach, czarnych spodenkach oraz czarnych getrach.

## Sukcesy

### Trofea międzynarodowe
Nie uczestniczył w rozgrywkach europejskich (stan na 31-05-2019).

### Trofea krajowe
| \| \| Zdobyte trofea w rozgrywkach Szwecji (stan na: 31-12-2019) \| |                                                            |      |                                                      |
| Rozgrywki                                                           | Osiągnięcie                                                | Razy | Sezon(y)                                             |
| Mistrzostwo                                                         | I miejsce                                                  | 0    |                                                      |
| Mistrzostwo                                                         | II miejsce                                                 | 0    |                                                      |
| Mistrzostwo                                                         | III miejsce                                                | 0    |                                                      |
| Mistrzostwo                                                         | ?.miejsce                                                  | 1    | 2020                                                 |
| Puchar                                                              | zdobywca                                                   | 0    |                                                      |
| Puchar                                                              | finalista                                                  | 0    |                                                      |
| Puchar                                                              | 1/8 finału                                                 | 6    | 2012/13, 2014/15, 2015/16, 2016/17, 2017/18, 2018/19 |
| II liga                                                             | I miejsce                                                  | 0    |                                                      |
| II liga                                                             | II miejsce                                                 | 1    | 2019                                                 |
| II liga                                                             | III miejsce                                                | 1    | 1938/39 (Västra)                                     |
| Szwecja                                                             | Zdobyte trofea w rozgrywkach Szwecji (stan na: 31-12-2019) |      |                                                      |

- Division 3, Division 1 (D3):
  - mistrz (1x): 1937 (Västsvenska Södra), 2011

## Poszczególne sezony

### Rozgrywki krajowe
| \| Szwecja \| Bilans występów klubu w rozgrywkach piłkarskich Szwecji (Stan na 31 maja 2019 r.) \| \| |                                                                                   |        |       |   |   |   |    |    |     |                            |        |        |      |
| Poziom                                                                                                | Rozgrywki                                                                         | Sezony | Mecze | Z | R | P | B+ | B– | Pkt | Lata                       | Awanse | Spadki | Naj. |
| I | Allsvenskan                                                                       | 0      |       |   |   |   |    |    |     | od 2020                    | 0      | 0      | ?    |
| II | Division 2/Superettan                                                             | 12     |       |   |   |   |    |    |     | 1937/38–1940/41, 2012–2019 | 1      | 1      | 2    |
| | Puchar Szwecji                                                                    | ?      |       |   |   |   |    |    |     | od 19??                    | 0      | 0      | 1/8  |
| Szwecja                                                                                               | Bilans występów klubu w rozgrywkach piłkarskich Szwecji (Stan na 31 maja 2019 r.) |        |       |   |   |   |    |    |     |                            |        |        |      |

## Piłkarze, trenerzy, prezydenci i właściciele klubu

### Piłkarze
Stan na 4 stycznia 2020:
| Nr | Poz. | Piłkarz           |
| -- | ---- | ----------------- |
| 1  | BR   | August Strömberg  |
| 1  | BR   | Matt Pyzdrowski   |
| 3  | OB   | Hampus Zackrisson |
| 4  | OB   | Jesper Modig      |
| 5  | OB   | Sebastian Möller  |
| 6  | OB   | Edon Zeqiri       |
| 8  | PO   | Albert Ejupi      |
| 9  | NA   | Astrit Seljmani   |
| 12 | PO   | Rebin Asaad       |
| 14 | PO   | Adama Fofana      |
| 15 | PO   | Edwin Condrup     |
| 17 | NA   | Vuk Lugonjic      |
| 18 | PO   | Joakim Lindner    |
| 20 | PO   | Liam Munther      |
| 21 | PO   | Erik Zetterberg   |
| 22 | PO   | André Boman       |
| 23 | OB   | Anton Liljenbäck  |

| Nr | Poz. | Piłkarz             |
| -- | ---- | ------------------- |
| 24 | OB   | Hampus Danielsson   |
| 25 | NA   | Alibek Aliev        |
| 28 | PO   | Erion Sadiku        |
| 29 | OB   | Nils Bertilsson     |
| 30 | PO   | Daniel Krezic       |
| 33 | BR   | Albin Svensson      |
| 42 | PO   | Keanin Ayer Boya    |
|    | OB   | Robin Tranberg      |
|    | PO   | William Kvist       |
|    | OB   | Jakob Bergman       |
|    | PO   | Samuel Monday       |
|    | PO   | Gustaf Norlin       |
|    | PO   | Albin Winbo         |
|    | PO   | Alexander Johansson |
|    | NA   | Axel Pettersson     |
|    | NA   | Rasmus Cronvall     |

## Struktura klubu

### Stadion
Klub piłkarski rozgrywa swoje mecze domowe na Påskbergsvallen w Varbergu, który może pomieścić 4 500 widzów.

### Inne sekcje
Klub prowadzi drużyny dla dzieci i młodzieży w każdym wieku. Od 2008 roku funkcjonuje sekcja piłkarska dla dziewcząt. Również istnieje sekcja zapasów o nazwie Varbergs BoIS BK.

### Sponsorzy
Sponsorem technicznym jest amerykańska firma Nike. Sponsorami głównymi są Cash Buddy, BygCenter Varberg, Gekås Ullared, jsmgruppen, Coop Varberg, Varbergs Sparbank, Varberg Energi, Ärlebo Bil, Derome.

## Kibice i rywalizacja z innymi klubami

### Kibice
Kibice klubu mają zarejestrowane stowarzyszenie, które liczy ponad 500 członków.

### Rywalizacja
Największymi rywalami klubu są inne zespoły z miasta oraz okolic.

### Derby
- Varbergs GIF
- Falkenbergs FF
- Halmstads BK